# コンセプシオン県 (チリ)
コンセプシオン県（スペイン語: Provincia de Concepción）は、チリのビオビオ州 (VIII) にある4つの県のうちの1つである。県都は、サンティアゴに次いで国内で2番目に大きいグレーター・コンセプシオン大都市圏の一部でもあるコンセプシオン。

## 行政
県であるコンセプシオンは、第二級行政区画であり、大統領によって任命される知事が行政を司っている。

### コムーナ
県は、市長と議会が行政を執行する、12のコムーナ（スペイン語：comunas）から構成される。
- コンセプシオン
- コロネル
- チグアヤンテ
- フロリダ
- ウアルペン
- ウアルキ
- ロタ
- ペンコ
- サン・ペドロ・デ・ラ・パス
- サンタ・ファナ
- タルカワノ
- トメ

## 地理と人口動態
以下は、国立統計研究所（INE）の2002年国勢調査による。
- 面積：3,439.3 km2 (1,328 sq mi)
- 人口：912,889人 - 県の5倍以上の人口を抱えるサンティアゴ県（人口4,668,473人）に次いで国内2位
  - 男性：441,953人
  - 女性：470,936人
  - 都市的地域：879,854人（96.4%）
  - 地方：33,035人（3.6%）
- 人口密度：265.4人/k㎡（687人/平方マイル）
- 人口増加率：8.5%（71,444人） - 1992年〜2002年